# Oceanicucullanus
Oceanicucullanus ist eine Gattung der Spulwürmer mit drei Arten. Sie sind Parasiten bei Fischen.

## Merkmale
Die Gattung hat die Eigenschaften der Campanarougetiinae. Es sind kleine kräftige Würmer mit breit abgerundetem Vorderende. Die Mundöffnung ist ein vertikaler schlitz mit vier langen Papillen und einem Paar papillenförmiger Amphiden. Flügel fehlen. Der muskulöse Ösophagus ist an beiden Enden angeschwollen, das vordere Ende dient als Mundhöhle. Nahe des vorderen Rands gibt es drei sklerotinisierte Taschen mit je einem Paar Zähnen, die 21 bis 29 µm lang sind. Der Nervenring liegt an der mittleren Einziehung des Ösophagus. Halspapillen sind undeutlich. Männchen haben mehrere Paare von Analpapillen, ein Genitalsaugnapf fehlt. Die Spicula sind einfach gebaut und gleich groß. Ein Gubernaculum fehlt.
Charakteristiká der Gattung sind, dass die Mundöffnung von drei reduzierten Lippen umgeben und das Ösophastom mit drei kleinen Zahnpaaren besetzt ist.

## Systematik
Zur Gattung gehören:
- Oceanicucullanus chitwoodae Le Van Hoa & Pham Ngoc Khue, 1971
- Oceanicucullanus longispiculum (Khan, 1969)
- Oceanicucullanus pacifica Schmidt & Kuntz, 1969

Synonym ist Chitwoodia Le-Van-Hoa & Pham-Ngoc-Khue, 1970.